# Friedrich Dollmann
Friedrich Dollmann (2 de febrer de 1882 - 30 de juny de 1944) va ser un general alemany durant la II Guerra Mundial, que serví notablement durant la fase inicial de la invasió aliada de Normandia.
Nascut el 1876, Dollmann s'allistà a l'Exèrcit Imperial Alemany. Durant la Primera Guerra Mundial serví a la 1a Brigada d'Artilleria de Camp Bavaresa, comandant un batalló. El 1917 passà a l'Estat Major de la 6a Divisió d'Infanteria Bavaresa. Continuà al Reichswehr després de la I Guerra Mundial, ocupant diversos càrrecs, comandant el IX Districte Militar entre 1935 i 1939 (també era el comandant del IX Cos d'Exèrcit).
Promogut a generaloberst poc després de l'inici de la II Guerra Mundial, se li atorgà el comandament del VII Armee durant la campanya de 6 setmanes contra França. Assignat a tasques d'ocupació, Dollmann restà la resta de la guerra a França supervisant la defensa de Bretanya i Normandia el 1944. Tot i esperar la invasió aliada a inicis de juny, Dollmann rebaixà les condicions d'alerta després de l'empitjorament de les condicions meteorològiques el 4 de juny.
Mentre que ell es trobava a uns jocs de guerra durant el 5 i 6 de juny, el seu comandament de Normandia patí moltes de les primeres baixes durant la invasió inicial. Dollmann seguí resistint l'atac aliat fins a la seva mort, que li arribà mitjançant un atac de cor el 30 de juny de 1944, després de saber que li esperava un consell de guerra després de la pèrdua de Cherbourg.

## Carrera
- Fahnenjunker-Unteroffizier (01 de novembre de 1899)
- Fähnrich (06 de febrer de 1900)
- Leutnant (04 de març de 1901)
- Oberleutnant (23 d'octubre de 1910)
- Hauptmann (01 d'octubre de 1913)
- Major (01 d'octubre de 1921)
- Oberstleutnant (01 d'abril de 1927)
- Oberst (01 de febrer de 1930)
- Generalmajor (01 d'octubre de 1932)
- Generalleutnant (01 d'octubre de 1933)
- General der Artillerie (01 d'abril de 1936)
- Generaloberst (19 de juliol de 1940)

## Condecoracions
- Creu de Cavaller de la Creu de Ferro amb Fulles de Roure

- Creu de Cavaller – 24 de juny de 1940
- Fulles de Roure – 1 de juliol de 1944

- Creu de Ferro 1914 de 1a classe
- Creu de Ferro 1914 de 2a classe
- Barra de 1939 a la Creu de Ferro 1914 de 1a classe
- Barra de 1939 a la Creu de Ferro 1914 de 2a classe
- Medalla del Jubileu del Príncep Regent Luitpold (Baviera) (12 de març de 1905)
- Medalla del Jubileu del Príncep Regent Luitpold amb Corona (Baviera) (24 d'octubre de 1909)
- Cavaller de l'Orde del Mèrit Militar de 4a classe amb Espases i Corona (Baviera) (13 de maig de 1918)
- Creu del Servei Honorable de 2a classe (Baviera) (20 de juny de 1918)
- Creu d'Honor 1914-1918 (21 de desembre de 1934)
- Creu dels 25 anys de Servei (2 d'octubre de 1936)
- Medalla dels 12 anys de Servei